# Basarabia în cadrul României Mari

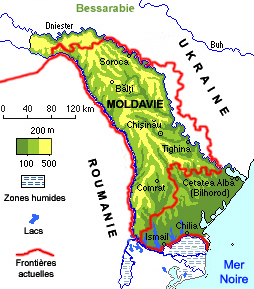
Harta fizică a Basarbiei (cu indicarea frontierelor de stat din prezent)

Basarabia a făcut parte din România Mare în anii 1918–1940. Teritoriul provinciei era de 44.442 km2.

## Istoric
Primul Război Mondial și evenimentele revoluționare din Imperiul țarist anii 1917 - 1918, au constituit factori primordiali care și-au lăsat amprenta asupra evoluției social-economice a Basarabiei.
Unirea Basarabiei cu România a fost însoțită de transformări politice și administrative importante. Militanții mișcării de eliberare națională din Basarabia după 27 martie 1918, au participat activ la lupta diplomatică pentru recunoașterea internațională a Unirii. Eforturi pline de competență și energie a depus Ion Pelivan, care fiind delegat de guvernul român ca reprezentant al Basarabiei la Conferința de Pace, s-a aflat la Paris în perioada din februarie 1919 până în mai 1920, având drept scop inițierea cercurilor oficiale și a opiniei publice în problema Basarabiei. Tot în anul 1919 (luna iulie), la Paris a fost trimisă o delegație din partea „Congresului țăranilor”, care era alcătuită din I. Codrean, reprezentant al țăranilor, S. Cujbă — al intelectualității, Gh. Năstase — din partea studențimii, având misiunea de a susține activitatea oficială de stat a lui Ion Pelivan pentru apărarea intereselor Basarabiei.

## Amplasarea geografică

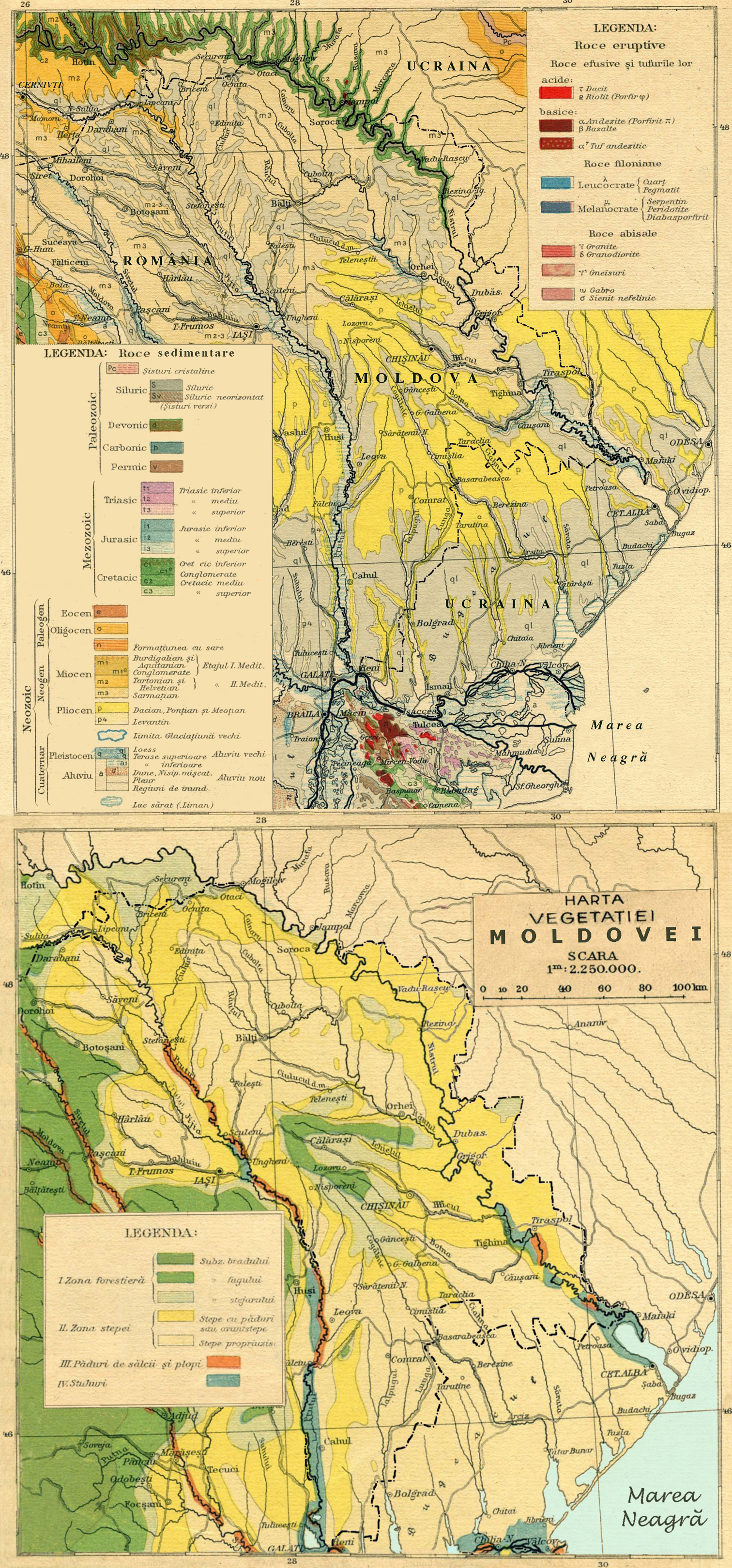
Harta geologică și Harta vegetației din Atlas geografic, Brașov, 1928

Basarabia era cea mai estică provincie a pământului românesc. În Evul Mediu, numai partea ei de sud (adică Bugeacul) se numea Basarabia, fiindcă a fost în stăpânirea domnitorilor din dinastia Basarabilor din Țara Românească.
Hotarul de est al Basarabiei trecea pe fluviul Nistru, frontiera de stat dintre România și URSS, la nord se mărginea cu Polonia și Bucovina, la vest se învecina cu Moldova, de-a lungul râului Prut, iar la sud — cu Dobrogea, de care era despărțită de Dunăre. În sud-est, provincia avea ieșire la Mare Neagră pe o lungime de aproximativ 110 de km, de la Vâlcov până la Bugaz.
Relieful Basarabiei este un podiș înclinat de la nord-vest spre sud-est prezentând la mijloc o depresiune, cu cca 150 m. mai joasă decât dealurile înconjurătoarea. Din punct de vedere orografic, teritoriul se împarte în Podișul Hotinului, stepa Bălțiului, Codrii Bâcului, Stepa Bugeacului. În nordul Basarabiei există o culme de dealuri ce vine din Bucovina, urmează malul drept al Nistrului în direcția vest-est și ajunge la Ocnița sub numele de dealurile Hotinului cu vârful cel mai înalt din toata Basarabia, situat în coltul de nord-vest lângă satul Grozinți: piscul Bașcauti (465 m.) înconjurat cu păduri seculare de fag. Din acest lanț principal de dealuri se desprinde spre sud-est, urmând cursul Nistrului, culmea Sorocii. Spre apus o culme de dealuri urmează malul Ciuhurului, ajungând la Prut pe linia Briceni-Secureni-Costești; paralel cu ea merg toltrele de la Ștefănești până la Otaci (recife de barieră acoperiți cu depozite de vârstă sarmatică). Dincolo de vărsarea Răutului avem dealurile Bâcului care merg dea lungul râului cu același nume și fac legătura pe la vest de Răut cu dealurile Hotinului. Regiunea aceasta a fost acoperită de codrii deși de stejari sau goruni contimporani cu Mihai Viteazul. Această z0one a constituit un adevărat adăpost natural pentru mănăstirile și satele românești. Văile cu versanții înclinați și locurile pitorești din aceasta regiune amintesc Carpații.
Basarabia fiind lipsită de roci vulcanice, nu are nici avuție minerală deosebită (metale, combustibil fosili). Principalele zăcăminte erau: clacare, piatră de var, pietriș, nisip, marne, argilă și loess. Pe văile râurilor (in special a Prutului și Nistrului) există aluviunile, cel mai tânăr teren.

## Administrația regională

Stema României (1922-1947)

Situația Basarabiei în primii ani după Unire a fost determinată prin Actul Unirii de la 27 martie 1918 care conținea un șir de condiții, a căror realizare asigura Basarabiei autonomia politică și administrativă în cadrul Statului Român. Cele mai importante erau:
- Sfatul Țării din acel moment își exercită puterea în aplicarea reformei agrare după necesitățile și cererile poporului; aceste hotărâri se vor recunoaște de Guvernul României.
- Basarabia își păstrează autonomia provincială, având un Sfat al Țării, ales în viitor prin vot universal, egal, direct și secret, cu un organ împlinitor și administrație proprie. Organul suprem de guvernare a Basarabiei, Sfatul Țării, era subordonat instituțiilor puterii centrale din București, având în competența sa următoarele funcții: 
  - aprobarea bugetelor locale;
  - controlul tuturor organelor zemstvelor și orașelor;
  - numirea tuturor funcționarilor administrației locale prin organul său împlinitor, iar funcționarii înalți sunt aprobați de Guvernul României.

Legislație și sistemul de administrare locale (județene și orășenești) erau păstrate și puteau fi schimbate de Parlamentul Român, „numai după ce vor lua parte la lucrările lui și reprezentanții din Basarabia”.

## Organizarea administrativ-teritorială
În perioada cuprinsă între unire și până la votarea Legii pentru unificarea administrativă (14 iunie 1925), pe teritoriul Basarabiei a funcționat regimul administrativ reglementat prin Decretul privind instituirea conducerii serviciilor publice în Basarabia nr. 852 din 9 aprilie 1918. În privința organizării teritorial-administrative după Marea Unire s-a păstrat în Basarabia împărțirea teritoriului ei în 9 județe, învestindu-le însă cu drepturi de persoane juridice cu largi atribuții administrative și gospodărești. Comunele urbane și rurale formate prin legea administrativă din 1919 se bucurau de o largă autonomie locală, repartizând după hotărârea proprie avutul și venitul lor prin consiliile comunale, alese prin votul liber. Comunele erau împuternicite cu drepturi și atribuții edilitare și de asistență socială. În anul 1923 în Basarabia erau 1738 comune.
Județele Basarabiei în 1939:
| Județ            | Suprafața, km2 | Ținut          | Plăși | Municipii | Orașe | Comune rurale | Sate |
| ---------------- | -------------- | -------------- | ----- | --------- | ----- | ------------- | ---- |
| Bălți            | 5260           | Prut           | 7     | -         | 2     | 69            | 286  |
| Cahul            | 4442           | Dunărea de Jos | 5     | -         | 2     | 72            | 205  |
| Cetatea Albă     | 7595           | Nistru         | 8     | -         | 1     | 112           | 221  |
| Hotin            | 3782           | Suceava        | 6     | -         | 2     | 96            | 222  |
| Ismail           | 4212           | Dunărea de Jos | 4     | -         | 5     | 57            | 73   |
| Lăpușna          | 4181           | Nistru         | 7     | 1         | 1     | 92            | 241  |
| Orhei            | 4246           | Nistru         | 6     | -         | 2     | 73            | 202  |
| Soroca           | 4331           | Prut           | 8     | -         | 1     | 66            | 255  |
| Tighina          | 6333           | Nistru         | 6     | -         | 2     | 109           | 249  |
| Total pe regiune | 44.382         |                | 57    | 1         | 18    | 746           | 1954 |

## Populație

### Evoluția numerică
Conform datelor exacte, în decurs de opt ani (1919-1926), prin creșterea naturală a populației Basarabiei fără imigrații, numărul acestora la orașe a sporit cu 20.497 de oameni, iar la țară cu 287.000 de persoane și în total locuitorii ținutului în componența Regatului au crescut cu 307.497 de indivizi.
Din Basarabia Românească emigrau fără îndoială străinii din provincie, fiind nemulțumiți de regimul desfășurat de aici (majoritatea ruși și ucraineni), însă nu în număr major, deoarece direcția spre Rusia este stopată din cauza atât războiului civil sângeros și foametei, cât și regimului comunist dur în Uniunea Sovietică în perioada lui Stalin. Imigrarea însuși în Basarabia a fost o tendință destul de răspândită. Începând cu mai 1918 în țară au revenit țăranii moldoveni colonizați în Tașkent, Siberia și Caucaz, iar mai târziu reîntoarcerea a intelectualilor moldoveni localizați în toată Rusia. În Basarabia mai soseau și străini, precum ruși, ucraineni, germani, sârbi etc. care s-au născut recent aici ori aveau rude. În condițiile masacrării și pogromurilor asupra evreilor, aceștia se refugiau în Basarabia, îndeosebi din Ucraina.
Analizând aceste imigrări, Petre Cazacu constata faptul că Basarabia după unire era un „loc de pace, liniște și ordine, viața de-acolo fiind cu mult mai favorabilă decât cea de peste Nistru”.

### Structura etnică
Structura etnică a populației în 1930
     Români (56,2%)
     Ruși (12,3%)
     Ucraineni (10,9%)
     Evrei (7,1%)
     Bulgari (5,7%)
     Găgăuzi (3,4%)
     Germani (2,8%)
     Romi (0,5%)
     Polonezi (0,3%)
     Alte etnii (0,8%)
După Unire, Basarabia, în pofida politicii de colonizare și rusificare promovată de Rusia țaristă în cei peste o sută de ani de dominație, reprezenta un teritoriu cu o masă compactă de populație românească, de rând cu ea conviețuind ucraineni, ruși, evrei, găgăuzi, germani etc. Despre predominarea elementului românesc în Basarabia s-a discutat pe bază de argumente incontestabile și la Conferința de pace de la Paris, acesta fiind unul din factorii de decizie în favoarea recunoașterii internaționale a Unirii la România. 
După originea etnică majoritatea populației o alcătuiau românii, numărând 1.610.757 oameni (în anul 1930) reprezentând astfel 56,2% din întreaga populație a Basarabiei. Cel mai mare număr de populație românească era în județele Lăpușna — 326455 oameni, alcătuind 77,8%, Orhei — 243936 (87,3%), Soroca — 232720 (73,6%). Rușii și ucrainenii locuiau în majoritatea lor în județele Hotin, Cetatea Albă și Ismail, în total numărând 666.123. După populația rusească și ucraineană, locul doi printre minoritățile etnice îl ocupau evreii cu un număr de 204.858 oameni, urmând apoi bulgarii, cu 163726 persoane, și găgăuzii cu 98172 locuitori, care populau mai mult județele din sudul Basarabiei
| Județ           | Total   | Români  | Români | Ucraineni | Ucraineni | Ruși   | Ruși | Evrei  | Evrei | Bulgari | Bulgari | Polonezi | Polonezi | Găgăuzi | Găgăuzi | Germani | Germani | Rromi | Rromi | Alții | Alții |
| Județ           | Total   | Pers.   | %      | Pers.     | %         | Pers.  | %    | Pers.  | %     | Pers.   | %       | Pers.    | %        | Pers.   | %       | Pers.   | %       | Pers. | %     | Pers. | %     |
| --------------- | ------- | ------- | ------ | --------- | --------- | ------ | ---- | ------ | ----- | ------- | ------- | -------- | -------- | ------- | ------- | ------- | ------- | ----- | ----- | ----- | ----- |
| Bălți           | 386721  | 270942  | 70,1   | 29288     | 7,6       | 46569  | 12,0 | 31695  | 8,2   | 66      | 0,02    | 3165     | 0,8      | 8       | 0,0     | 1623    | 0,4     | 1929  | 0,5   | 1436  | 0,4   |
| Cahul           | 196963  | 100714  | 51,1   | 619       | 0,3       | 14740  | 7,5  | 4434   | 2,3   | 28565   | 14,5    | 100      | 0,1      | 35299   | 17,9    | 8644    | 4,4     | 1466  | 0,7   | 2382  | 1,2   |
| Cetatea Albă    | 341176  | 62949   | 18,5   | 70095     | 20,5      | 58922  | 17,3 | 11390  | 3,3   | 71227   | 20,9    | 252      | 0,1      | 7876    | 2,3     | 55598   | 16,3    | 1603  | 0,5   | 1264  | 0,4   |
| Hotin           | 392430  | 137348  | 35,0   | 163267    | 41,6      | 53453  | 13,6 | 35985  | 9,2   | 26      | 0,0     | 1017     | 0,3      | 2       | 0,0     | 323     | 0,1     | 643   | 0,2   | 366   | 0,1   |
| Ismail          | 225509  | 72020   | 31,9   | 10655     | 4,7       | 66987  | 29,7 | 6306   | 2,8   | 43375   | 19,2    | 270      | 0,1      | 15591   | 6,9     | 983     | 0,4     | 460   | 0,2   | 8862  | 3,9   |
| Lăpușna         | 419621  | 326455  | 77,8   | 2732      | 0,7       | 29770  | 7,1  | 50013  | 11,9  | 712     | 0,2     | 1662     | 0,4      | 37      | 0,0     | 2823    | 0,7     | 3109  | 0,7   | 2308  | 0,6   |
| Orhei           | 279292  | 243936  | 87,3   | 2469      | 0,9       | 10746  | 3,8  | 18999  | 6,8   | 87      | 0,0     | 305      | 0,1      | 1       | 0,0     | 154     | 0,1     | 2062  | 0,7   | 533   | 0,2   |
| Soroca          | 316368  | 232720  | 73,6   | 26039     | 8,2       | 25736  | 8,1  | 29191  | 9,2   | 69      | 0,0     | 850      | 0,3      | 13      | 0,0     | 417     | 0,1     | 960   | 0,3   | 373   | 0,1   |
| Tighina         | 306592  | 163673  | 53,4   | 9047      | 3,0       | 44989  | 14,7 | 16845  | 5,5   | 19599   | 6,4     | 483      | 0,2      | 39345   | 12,8    | 10524   | 3,4     | 1286  | 0,4   | 801   | 0,3   |
| Total provincie | 2864672 | 1610757 | 56,2   | 314211    | 11,0      | 351912 | 12,3 | 204858 | 7,2   | 163726  | 5,7     | 8104     | 0,3      | 98172   | 3,4     | 81089   | 2,8     | 13518 | 0,5   | 18325 | 0,6   |

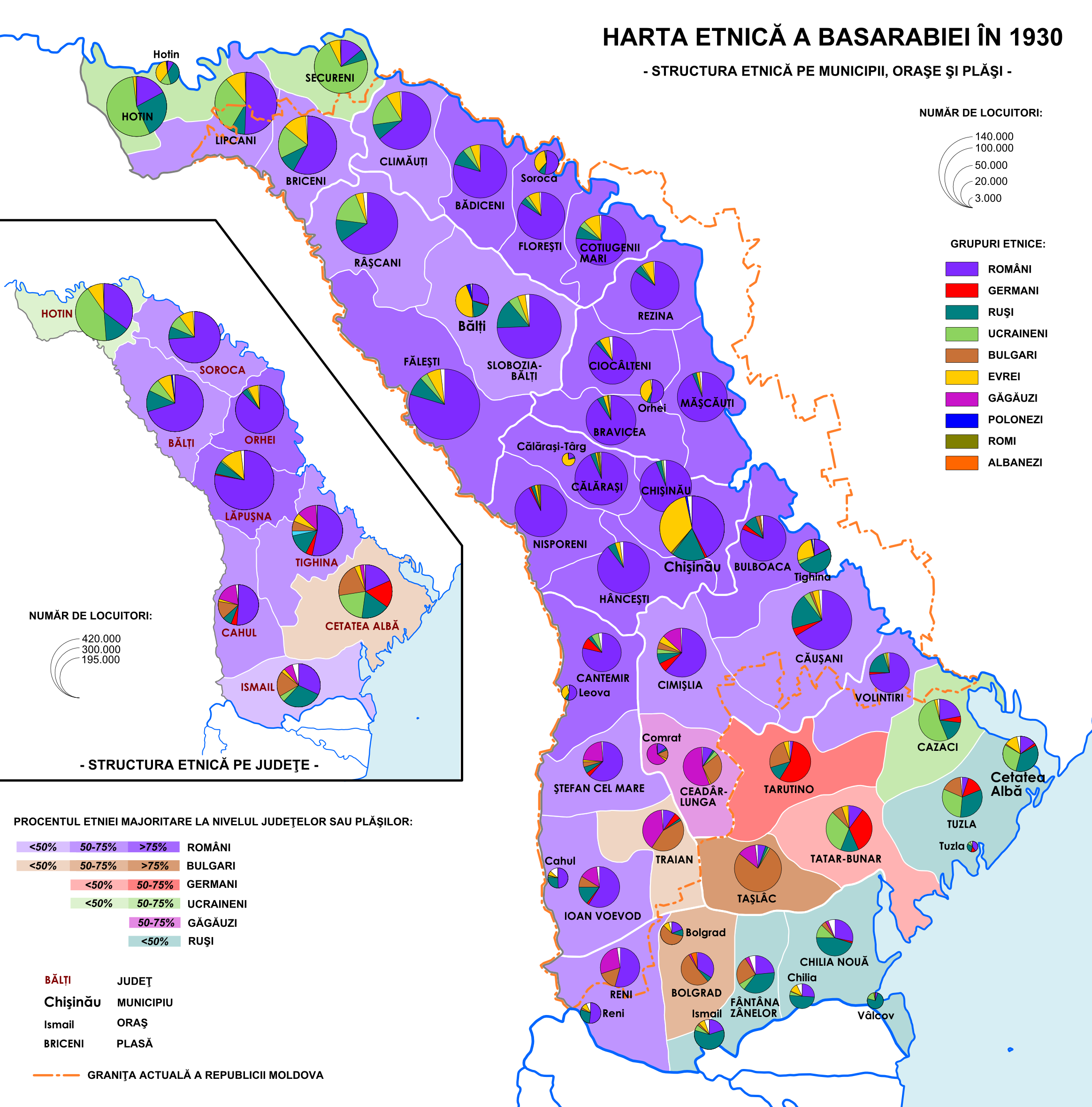
Harta etnică a județelor basarbene (1930)

În urma înăbușirii revoluțiilor din 1831, 1846, 1848 și 1863 unii polonezii au fost  nevoiți să emigreze, mai ales, în fosta Moldovă. Anume din această regiune multe familii de polonezi au trecut Prutul, stabilindu-se în special în județul Bălți. În ajunul Primului Război Mondial numărul polonezilor în Basarabia era de 11.550 persoane, iar ca urmare a conflagrației numărul lor a crescut la 24.000 persoane în 1918. Datorită formării Statului Polon, din Basarabia s-au repatriat 16 280 de polonezi.
La recensământul din 1930 în Basarabia au fost înregistrați 8.104 de polonezi,  dintre care doar 3.862  au  declarat limba poloneză drept limbă maternă, iar alți 4 242 de polonezi au considerat limba maternă o altă limbă decât cea poloneză. Cele mai mari comunități de polonezi era în orașele Chișinău — 1436 de persoane (1,26%), Bălți - 981 de persoane (0,4%) și Soroca - 135 (0,9%), satele Stârcea - 340 persoane (77,6%), Cuconeștii Noi - 261 persoane (19,7%), Coada Iazului - 120 de oameni (18,9%) și Sinădeni - 97 persoane (25,2%).
Din punctul de vedere profesional și cel ocupațional, majoritatea polonezilor erau mici proprietari, meseriași, muncitori manuali și mai puțini negustori.

### Structura pe medii
Populația urbană a Basarabiei alcătuia o proporție mică — circa 13% (1937). Dintre toate orașele, Chișinăul avea cel mai mare număr de locuitori — 117 016 oameni, ocupând astfel locul al doilea după București, care număra 631 288 locuitori. In Basarabia erau 19 orașe cu media populației de 21 771 locuitori. Dintre toate județele Basarabiei cota-parte mai ridicată a populației urbane era în județul Ismail, alcătuind 38,1%. Județul Lăpușna cu capitala Chișinău avea în orașe o proporție mai mică a populației — 33,6%. Urmau după ele județele Tighina și Cahul având corespunzător 11,24% și 10,47% pe populația urbană. Deci, în majoritatea județelor populația urbană ocupa un loc neînsemnat.

## Economie
În corespundere cu structura de ramură a economiei Basarabia era considerată o provincie eminamente agricolă.

### Reforma agrară
După unirea Basarabiei cu România pe 27 martie/9 aprilie 1918, ținutul putea beneficia de o reformă agrară echilibrată, calmă și fără jafuri. La 6 luni de la unire, pe 27 noiembrie 1918, Sfatul Țării votează legea agrară, care se promulgă prin decret-lege în Monitorul Oficial, nr. 220, din 22 decembrie 1918, fiind aplicată imediat.
Reforma agrară din Basarabia se înfățișează prin următoarele concepții:
1. Statul expropriază de la marii proprietari pământul pentru folosul comunității (le păstrează conacele, viile, livezile și câte o sută de hectare) prin răscumpărare avantajoasă cu sume exacte de comisiunile de deposedare.
2. Pământul luat de stat este împroprietărit țăranilor exploatori de teren agricol în proprietate individuală (parcelă de pământ), pentru care sunt însărcinați să achite statului prețul fixat.
3. La statornicie cu pământul s-au aprobat în manieră nivelată minoritarii cu naționalii.

În condițiile acestei legi au fost deposedate 4.480 de moșii de la proprietarii mari către țărani. Din 1.844.539 de hectare sunt luate 1.491.930 de hectare. Din tot acest teren s-au realizat 323.481 de loturi, cuprinzând 1.043.679 de hectare, care sunt oferite la 323.481 de țărani. 13.292 de hectare s-au divizat în loturi, fiind atribuite la 2.369 de țărani coloniști. Embaticarii au fost împroprietăriți cu teren în lărgime de 41.122 de hectare. În total au fost acordate pământuri la 1.739 de sate (din 2.000 existente) – 357.016 de locuitori cu 1.098.045 de hectare (Majoritatea loturilor cuprind 3-5 hectare).
În niciun stat din acea perioadă ca rezultat al reformei agrare proprietatea mare nu a fost așa de mărginită cum în România, și nicăieri pământul nu este achitat așa de ieftin de țărani cum aici. În Rusia Sovietică pământul era confiscat prin forță și jefuit de la marii proprietari și terenul nu era achitat de țărani prin dreptul de răscmupărare. Țăranii ruși achită dări cu mult mai mari statului sovietic, vând cerealele lor la târguri muncitorilor din fabrici cu prețuri foarte scăzute decise de stat, cumpărând produse de la lucrătorii din fabrici cu prețuri mai majore decât costă ele însuși.
Țăranul basarabean în România a primit pământul absolut legitim, răscumpărând pământul, el este deținător al terenului său pe toată viața

### Criza economică din 1929-1933
Până la începutul anilor 1930, șomajul a crescut în regiune și anual se înregistrau 13-14 mii de șomeri. Salariile au scăzut. Salariul mediu al unui muncitor calificat în industria metalurgică și alimentară în 1938 era de 75% din nivelul din 1928, în timp ce în alte industrii era de doar 47%. Munca femeilor și a tinerilor a fost folosită în mod activ, iar salariile femeilor erau cu 20-30%, iar adolescenților - cu 25-50% mai mici decât salariile bărbaților. Ziua de lucru de 8 ore nu era respectată peste tot, nu se acordau concedii, iar indemnizațiile de boală și invaliditate nu eraut plătite. 
Potrivit Ministerului de Justiție din România, în 1932 în Basarabia erau circa 363.000 de debitori, a căror datorie totală se ridica la 3,5 miliarde de lei. 99,2% din numărul total de debitori și 72,4% din suma totală a datoriilor erau ferme țărănești care dețineau până la 10 hectare de pământ. Nemulțumirea maselor a dus în 1934 la adoptarea „Legii pentru eliminarea datoriilor agricole și urbane”, potrivit căreia datoriile erau reduse cu 59% cu rambursarea sumei rămase în termen de 17 ani la 3% pe an. Ruinarea micilor proprietari a dus la o creștere a muncitorilor agricoli, al căror număr în 1930 se ridica la peste 18 mii de oameni. Mulți au plecau la muncă în alte regiuni ale României și în străinătate.

### Finanțe

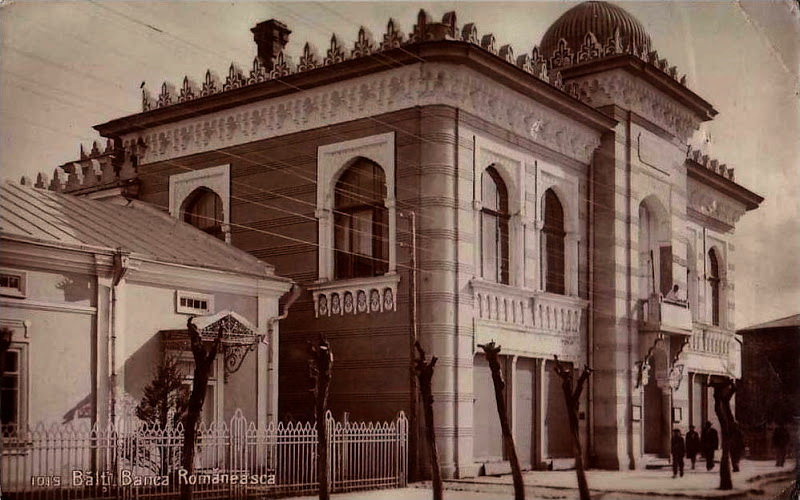
Banca Românească din Bălți

Un rol important aparținea „Băncii Basarabiei” din orașul Chișinău, înființate în iunie 1920. Istoria economică a Basarabiei în perioada interbelică a fost cel mai mult legată de activitatea acestei bănci. Ei îi aparținea un rol deosebit în domeniul creditării și încurajării ramurilor producătoare menite să asigure piața basarabeană cu produsele necesare. Totodată, comerțul din Basarabia în-mare parte se datora Băncii Basarabiei. Astfel în anul 1939 comercianții aveau 125 mii. de credite dintr-un plasament total de 227 mii. constituind circa 55%, 51 de milioane, adică 22% erau date industriei. Plasamentul agricol se reducea la 26 mii. de lei; fiind mult mai mic decât în alte ramuri el alcătuia circa 11%. Datele menționate demonstrează că Banca Basarabiei își plasa mijloacele cu preponderență în industrie și comerț, având de la aceste ramuri un venit mai sigur. Perioada de vârf în activitatea băncii revine anului 1930 când depunerile bănești au atins nivelul maxim de 164 mii. lei. Operațiile Băncii cuprindeau întreaga Basarabie, fiind realizate de către cele 22 de sucursale și agenții din județele din regiune. Banca poseda sucursale și agenții și în unele centre din restul țării: București, Cernăuți, Galați, Câmpulung.

### Industria

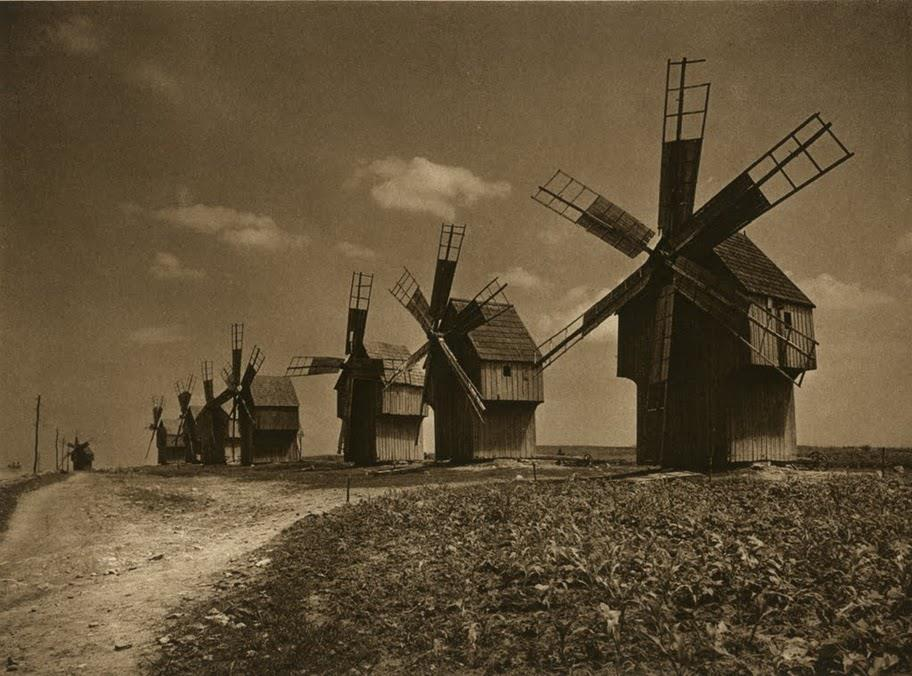
Mori de vânt în Basarabia (1933)

Evoluția industriei basarabene în anii 1920—1930 a avut o dinamică lentă. De la începutul secolului al XX-lea și până la sfârșitul anilor 1930 s-a menținut specializarea ramurilor industriale, ele fiind puse în serviciul agriculturii, prelucrând materiile prime agricole și producând mărfuri de consum de primă necesitate (textile, săpun, unelte agricole). Această trăsătură generală se observă îndată ce analizăm ramurile principale — industria morăritului, a spirtului, a zahărului, a uleiului vegetal, a postavului țărănesc, a pielii, a mașinilor agricole.
O ramură importantă a industriei era prelucrarea cerealelor. În anul 1940 numai în ținutul Nistru funcționau 25 mori sistematice comerciale și 351 de mori țărănești. În toată Basarabie, funcționau circa 1000 de mori țărănești. Morile țărănești fiind scutite de impozite concurau cu succes cu morile industriale. Producția morilor întrecea cu mult necesitățile locale, de aceea o mare parte era destinată exportului. Grâul din Basarabia asigura în majoritatea anilor producția de făină. În anii de recoltă proastă, cum a fost în 1935, morile comerciale au procurat griul din Ardeal. Mori cu mari capacități de producție funcționau Chișinău, Bălți, Cetatea Albă — ele produceau anual circa 50 de mii kg de făină fiecare. Morile țărănești s-au organizat în 1930 într-o Asociație generală a micilor morari și proprietari de oloinițe. Un mare succes al asociației a fost obținerea chiar în anul fondării a suspendării impozitului pe cifra de afaceri pentru morile țărănești. De asemeni fiind organizați proprietarii de mori țărănești au obținut în 1931 o reducere cu 50% a taxei pentru combustibil și ulei mineral. Industria morăritului mic era cea mai dezvoltată din toate regiunile României. Ea devenise în anii 1930 industria agricolă de bază de mare importanță economică și socială, grație numărului mare de oameni ce-și trăgeau existența din această industrie.
Fabricile de ulei erau răspândite în toate centrele mari ale ținutului. Însă ele, nu lucrau din plin, deoarece capacitatea lor de producție era mai mare decât necesitățile consumului local, iar tarifele de transport erau de așa natură, încât uleiul fabricilor din Basarabia nu era în stare să reziste. Concurenței cu fabricile bucureștene pe piața din orașele centrale ale României. Industria uleiului din județele de sud era și ea limitată din cauza lipsei de materii prime ieftine, în mare parte datorită tarifelor înalte de transport. În corespundere cu structura de ramură a economiei Basarabia era considerată o provincie eminamente agricolă. Însă cercurile conducătoare ale României luând drept axiomă această realitate, nu depuneau sforțări serioase pentru a încuraja dezvoltarea industriei, chiar și a ramurilor dependente de agricultură. Se afirma că Basarabia va rămâne o provincie cu o economie pur agricolă, că industria nu are perspective de dezvoltare, mai ales din cauza lipsei aproape complete de materii prime. Această concepție nu era o idee pur abstractă, căci avea o influență directă atât în politica creditelor, cât și a transportului și a taxelor vamale.

## Transporturile
Economia Basarabiei și multe aspecte ale vieții sociale a populației depindeau în mare parte de starea transporturilor. Pentru comercializarea și exportarea produselor agricole și industriale era nevoie de o rețea cât mai densă de căi de comunicații de toate tipurile. Rețeaua de căi ferate și șosele se afla în stare deplorabilă, ca o urmare a războiului mondial. În primii ani după Unire era necesară o activitate încordată de refacere, de reînnoire a căilor ferate existente și de construcție a unor linii noi. În corespundere cu aceste necesități au fost depuse anumite eforturi pentru a schimba situația. 

### Transportul feroviar

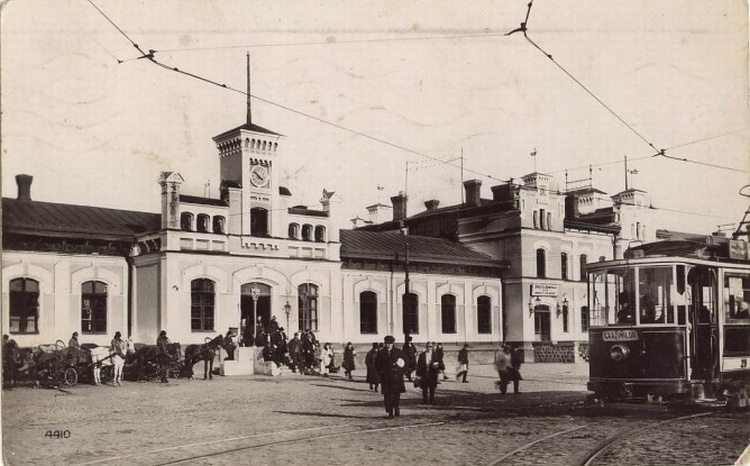
Gara Chișinău (1936)

Într-un timp relativ scurt liniile de cale ferată au fost reconstruite de la ecartament larg la ecartamentul normală (de 1435 mm), iar unele linii au fost consolidate cu traverse noi din lemn de fag, în special, calea ferată Ungheni—Bălți cu o lungime de 85 km. Lucrări de reconstrucție și consolidare s-au executat pe liniile Ungheni—Tighina, Reni—Românești—Cetatea Albă și Reni—Românești—Prut. În perioada administrării românești a fost deschisă linia de cale ferată care lega gara Revaca din Chișinău cu localitatea Căinări, scurtându-se astfel cu 61 km distanta dintre Chișinău și orașul Galați. Au fost construite linii pentru exploatarea carierelor de piatră de la Naslavcea și Calfa-1. 
Pentru intensificarea comunicațiilor a fost lărgit parcul de locomotive, ceea ce a dat posibilitate punerii în funcțiune a unor eșaloane noi. În anul 1940 pe distanta Chișinău—Ungheni circulau de acum 5 perechi de trenuri pe zi, inclusiv automotoarele. Basarabia era legată prin trenuri accelerate și rapide cu capitala țării București și prin vagoane directe cu orașele Cluj și Vatra Dornei. 

### Transportul rutier
În Basarabia la 1918 existau în total o rețea de șosele cu lungimea de circa 254 km. Cele mai însemnate erau șoselele: Noua-Suliță—Lipcani (46 km), Chișinău—Criuleni (40,6 km), Chișinău—Orhei (33,7 km). După calcule făcute atunci la fiecare 100 km2 de suprafață reveneau circa 575 metri de șosea, ceea ce era de o sută de ori mai puțin decât se cerea. Acesta era rezultatul activității organelor de zemstvă în perioada ocupației țariste.

## Educația
În ajunul unirii în Basarabia existau aproximativ 1084 de școli parohiale de clasele 1-2 rusești, deși populația românească era majoritară. Această stare de fapt explică nivelul foarte scăzut de alfabetizare al românilor moldoveni și lipsa lor de interes pentru a învăța o altă limbă pe care nu o cunosc. Datele recensământului din 1897 arată că numărul românilor alfabetizați în rândul bărbaților era de doar 10,5%, iar în rândul femeilor - 1,7%. În acest sens, Basarabia a intrat în România ca provincie cea mai analfabetă, așa că a fost necesar să se ia măsuri radicale pentru dezvoltarea și reformarea învățământului. Este necesar să se creeze educație modernă după modelul european în limba maternă pe principii democratice pentru minorități. La 4 august 1918, a fost emis un act legislativ prin care a fost naționalizat învățământul, școlile parohiale au fost înlocuite cu școli primare de stat cu predare în limba română, minorităților naționale li s-a dat dreptul de a deschide școli în limba maternă, iar toate cheltuielile au fost puse pe umerii statului. În 1919 a fost promulgată Legea privind organizarea și funcționarea învățământului primar și secundar. Acesta prevedea învățământul primar obligatoriu și gratuit pentru toți elevii cu vârsta sub 16-18 ani. Învățământul primar a avut mai multe etape: învățământul preșcolar în grădinițele de la 5 la 7 ani, dintre care în perioada interbelică existau aproximativ 425 de astfel de instituții. Cealaltă treaptă a fost învățământul primar propriu-zis cu cicluri elementare, clasele I-IV, și învățământ superior sau supraprimar, clasele V-VII, unde învățământul era aplicat, practic și variat, în funcție de regiunile geografice și economice ale țării. profil agricol - casnic, industrial si comercial. Fostele gimnazii din orașele-centre județene, atât urbane cât și rurale, s-au transformat treptat în gimnazii, păstrând formal denumirea de „școli secundare”. Datele recensământului din anii 1930 arată o creștere semnificativă a numărului de alfabetizați în comparație cu starea de lucruri din Basarabia sub guvernul țarist. Numărul bărbaților alfabetizați: Hotin - 43,6%, Bălți - 44%, Orhei - 46,6%, Cahul - 47%, iar la Tighina - 50%, Lăpușna - 53%, Cetatea Albă - 55%, Ismail - 61, 5%.
La 26 iulie 1924 a fost promulgată Legea învățământului primar și secundar al statului român. Această nouă „constituție” a statului prevedea măsuri specifice pentru dezvoltarea învățământului în întreg statul român, inclusiv în Basarabia: dreptul la educație a fost afirmat pentru toți copiii, indiferent de sex, naționalitate și rasă, și învățământul primar și gimnazial obligatoriu. a fost introdus. , cu o durată de 7 ani, dintre care ultimii ani au fost destinați pregătirii practice, s-a oficializat trecerea la studii de 7 ani după 5 ani (art. 57) și eliminarea diferențelor dintre școlile rurale și cele urbane. În conformitate cu Legea învățământului secundar din 1934, supranumită Legea lui Angelescu, durata învățământului în școlile medii a fost stabilită la 8 ani, inclusiv specializarea cu 2 secții. Învățământul privat s-a dezvoltat și în Basarabia. Până în 1926 existau două școli private speciale, 45 de grădinițe private, 39 de școli private cu program de stat (4500 de elevi), nouă școli primare cu program propriu (1640 de elevi), un liceu privat (168 de elevi) și nouă școli secundare private. Școli de băieți (598 de elevi), șapte școli medii mixte private (451 de elevi), opt școli private de fete (553 de elevi). Aceste școli au fost deschise în principal de reprezentanți ai populației ruse, evreiești și germane. Abia la Chișinău până în 1940 existau 50 de școli primare, dintre care 17 mixte, 13 feminine, 14 băieți, 6 evreiești, 11 gimnazii, 3 gimnazii, Școala normală de învățători „Mihai Viteazul”, Școala normală eparhială, Seminarul de Teologie,Școala de contabilitate. Se deosebeau prin calitatea pregătirii elevilor Liceul militar „Regele Ferdinand I” ( director C. I. Cealîc), Liceul comercial de băieți (director Eberman), Liceul de fete „Principesa Dadiani” (director R. Galin), Liceul de fete „Regina Maria” (directoare A. Negrescu), Gimnaziul „Mihai Eminescu” (director N. N. Moroșanu), Gimnaziul industrial casnic (directoare E. Antonescu), Liceul „B. P. Hasdeu” (director V. Harea), Liceul eparhial (director M. Ușinevici Dumitrescu) și altele.
Dacă în 1921 erau 1747 școli, 2746 profesori și 136.172 elevi, atunci în 1939 erau 2718 școli, 7581 profesori și 346.747 elevi. Dacă în Basarabia în 1897 erau 19,4% oameni alfabetizați, iar în rândul românilor doar 10,5% dintre bărbați și 1,7% dintre femei, conform recensământului din 1930 din România, numărul oamenilor alfabetizați în Basarabia a crescut cu 38,1%, și deja la la sfârșitul perioadei interbelice, alfabetizarea în Basarabia a crescut cu circa 55%. În 1918-1940 au fost construite 1760 de clădiri noi pentru școli. România a construit în 10 ani ceea ce Imperiul Rus nu a construit în peste 100 de ani. În ceea ce privește frecvența școlară în anii 1918-1940, România se afla printre cele 30 de țări dezvoltate ale lumii, în 1932 ocupa locul 26 cu 70,8%, URSS - 70%. Din cele 97 de școli private (1938), 75 erau evreiești, 5 germane, 4 poloneze, 1 ucraineană, 2 ruse și 10 române. În 1940, Basarabia avea 26 de școli medii (17 de bărbați și 9 de fete), 24 de gimnazii și alte școli de învățământ general cu 17.350 de elevi.

### Învățământul superior
In anul 1927 a fost deschisă Facultatea de Teologie în orașul Chișinău, în fruntea căreia stătea părintele Grigore Pișculescu, unul dintre cei mai aprofundați și cunoscuți teologi din tara. La cele patru cursuri ale acestei instituții în anul 1928 își făceau studiile 452 studenți, dintre care 225 preoți și 227 civili. Absolvenții Facultății completau rândurile intelectualității basarabene contribuind la ridicarea nivelului de cultură a populației, la consolidarea spiritualității românești.

## Cultura

### Literatura
Scriitorul comunist Mozeș Cahana, care a fost primul președinte al Uniunii Scriitorilor din RASS Moldovenească, a fost ulterior trimis de Comintern în România, locuind la Chișinău. Printre scriitorii implicați în mișcarea comunistă clandestină și în lupta antifascistă din Basarabia s-au numărat Emilian Bucov (1909-1984), Nicolae Romanenco (1906-2000) și Andrei Lupan (1912-1992). Dintre colecțiile de poezie semnificative ale lui Bukov se remarcă Acest soare (1937) și China (1938). Această perioadă a marcat și începutul activității literare pentru alți scriitori importanți, precum George Meniuc (1918-1987), Bogdan Istru (1914-1993), Teodor Nencev (1913-1944), Liviu Deleanu (1911-1967), Nicolai Costenco (1913-1993), Alexandru Robot (1916-1941), Grigore Adam (1914-1946), Alexandru Cosmescu (1922-1989), Vera Panfil (1905-1961), Călin Gruia (1915-1989), Alexandru Terziman (1894-1943), David Vetrov (1913-1952), Constantin Condrea (1920-2009), Iurie Barjanschi (1922-1986), Mihail Curicheru (1910-1943), Vladimir Cavarnali (1910-1966), Lotis Dolënga (1905-1961), Petre Ștefănucă (1906-1942), Gheorghe Bogaci (1915-1991), Paul Mihnea (1921-1994), Emil Gane (1906-1966), Sergiu Grossu (1920-2009), Leonid Șeptițchi (1919-1970) și alții. 
În 1931, scriitorul basarabean Sergiu Cujbă a înființat la Ismail Societatea dramatică Gavriil Musicescu, ce avea drept scop propagarea culturii românești în Bugeac.
Liuba Dimitriu (1901-1930) a fost, în ciuda vieții sale scurte, un important reprezentant al modernismului în România interbelică. Poeziile ei au fost marcate de o sensibilitate profundă.
Leon Donici (1887-1926) a fost unul dintre cei mai proeminenți scriitori din Basarabia interbelică.
Constantin Virgil Gheorghiu (1916-1992) a absolvit liceul militar din Chișinău, în perioada 1928-1936, Basarabia fiind des întâlnită în operele sale.
A existat o scurtă scânteie de literatură găgăuză în anii 1920 și 1930 în Basarabia, aceasta este reprezentată de opera unui preot Mihail Ciachir (1861-1938), care a creat primul dicționar, gramatica a limbii găgăuză și care a tradus numeroase documente religioase în această limbă
În perioada interbelică s-a desfășurat și o importantă activitate a scriitorilor evrei din Basarabia în limba idiș. Câteva exemple includ: Ariel Coprov, Tania Fuchs, Iakov Iakir, Azriel Ianover, Herș-Leib Kajber, Leib Kuperstein, Zelig Bardicever, Moisei Altman, Aaron Oknitzer, Herzl Rivkin, Boris Roisen, Zolmen Rozental, Motl Saktsier, Iacob Sternberg, Șulim Sudit, Daniel Șehter, Ihil Șraibman, Meir Haratz, Iosl Lerner, Zvi Zelman și Iosef Trahtenberg.